# Бальбек, Руслан Исмаилович
Русла́н Исмаи́лович Бальбе́к (род. 28 августа 1977, Бекабад, Ташкентская область, Узбекская ССР, СССР) — российский политический деятель, экономист. Кандидат политических наук (2019).
Депутат Государственной думы Федерального собрания Российской Федерации VII созыва, заместитель председателя комитета ГД по делам национальностей (5 октября 2016 — 12 октября 2021). Заместитель председателя Совета министров Республики Крым с 28 мая 2014 по 30 сентября 2016 года. Помощник депутата Верховной Рады Украины (2010—2013).
Член Всероссийской политической партии «Единая Россия». Член Общероссийского народного фронта.

## Биография
Родился 28 августа 1977 года в городе Бекабад Узбекской ССР.
В 1994 году окончил с отличием Грушевскую среднюю школу в городе Судак.
В 2000 году окончил Таврический институт предпринимательства и права (специальность «экономист»), в 2001 году — Таврический национальный университет имени В. И. Вернадского (специальность «экономист-менеджер»).

### Начало карьеры
В 2001—2006 годах — директор совместной турецко-украинской туристической компании «Тез Тур», в 2006 году был арестован по обвинению со стороны «Тез Тур» в хищении 1,5 млн грн. и похищении печати компании, однако дело против него было закрыто.
В 2007—2012 годах (формально до 2012, фактически — до 2010 года) — делегат Курултая крымскотатарского народа
В 2010 году безуспешно баллотировался в Верховный совет Крыма по списку Социалистической партии Украины, нарушив постановление Курултая об  избирательном блоке с НРУ, за что был исключён из его состава.
В 2010—2013 годах — помощник депутата Верховной рады Украины от «Партии регионов» Дмитрия Шенцева.
В марте 2011 года был арестован по обвинению в нанесении телесных повреждений работнику милиции при исполнении им служебных обязанностей.
11 марта 2011 года сторонники Милли харекет партисы и ряда других оппозиционных Меджлису организаций провели акцию протеста у здания Меджлиса, скандируя лозунги: «Мустафа, не разделяй народ», «Освободите политических заключенных Данияла Аметова и Руслана Бальбека», «Верните землю и имущество депортированному народу!».
Тогда же Мустафа Джемилев выразил готовность оказать всестороннюю поддержку Даниалу Аметову и Руслану Бальбеку, находившимся под стражей и обратился к постоянному представителю президента Украины в Крыму Владимиру Яцубе с ходатайством об освобождении Бальбека, впоследствии был освобождён по закону об амнистии 2008 года.

### Конфликт с Меджлисом и «Поколение Крым»
В ноябре 2011 года 34-летний Руслан Бальбек вступил в конфликт с Меджлисом, объявив о создании общественной организации «Поколение Крым» и заявив об инициировании «импичмента» Мустафы Джемилева (лидера меджлиса крымскотатарского народа). Участники антимеджлисовской акции сожгли чучело Мустафы Джемилева, «символизирующего неспособность лидера меджлиса решать проблемы, которые перед ним ставит время».. 21 ноября 2011 года выступил организатором объявления импичмента Мустафе Джемилеву (лидер меджлиса крымскотатарского народа), будучи при этом руководителем общественной организации «Поколение Крым». Участники антимеджлисовской акции сожгли чучело Мустафы Джемилева, символизирующего неспособность лидера меджлиса решать проблемы, которые перед ним ставит время.
В начале 2012 года Бальбек обратился в Киевский районный суд Симферополя с иском по защите чести, достоинства и деловой репутации, указав в качестве ответчика народного депутата Украины от НУ-НС и главу крымскотатарского меджлиса Мустафу Джемилева, давшего интервью газетам «Авдет» и «День», а также эти газеты. В иске Бальбек потребовал опровержения ряда заявлений, содержащихся в интервью - в частности, о том, что он был дважды осуждён, что его родители обращались к Джемилеву с просьбой о содействии освобождения Бальбека из-под ареста в 2011 году, неадекватности высказываний и поведения Бальбека и т.д. Бальбек также потребовал взыскать с ответчиков 30 000 гривен в качестве компенсации за ущерб.
9 февраля 2012 года пикетировал здание меджлиса крымскотатарского народа в момент встречи руководства меджлиса с представителями Программы развития и интеграции Крыма ООН. В протестном митинге приняли участие около 300 человек. ОО "Поколение «Крым» выдвинула требование ПРИК ООН прекратить официальные контакты с председателем меджлиса Мустафой Джемилевым и его заместителем Рефатом Чубаровым.
В мае 2012 года суд полностью удовлетворил только одно требование - о том, что Бальбек был осужден дважды, требование о компенсации за моральный ущерб было удовлетворено частично - в размере 214 грн 60 коп от газет «Авдет» и «День» вместо требуемых 30 000 грн, остальные требования иска суд оставил без удовлетворения.
С 2013 года — в составе комитета по вопросам межнациональных отношений Общественного совета при Совете министров Крыма. После назначения заявил, что «наметилась прогрессивная тенденция — к работе в органах власти в той или иной форме привлекается всё больше крымских татар, но уже не по принципу квотирования мест для окружения руководителей меджлиса, а по своим личностным и профессиональным качествам». Выступал с критикой «Меджлиса крымскотатарского народа» и его лидеров. По его мнению, цели руководства Меджлиса противоречат интересам крымскотатарского народа.

### Аннексия Крыма Россией

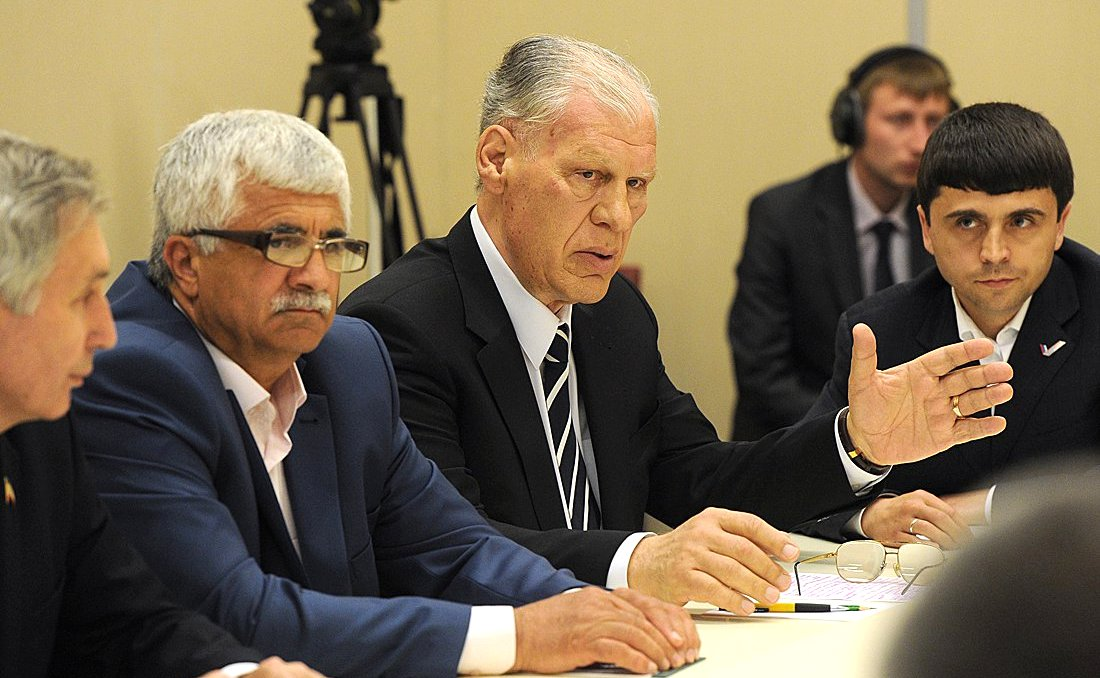
Руслан Бальбек на встрече президента России Владимира Путина с представителями крымскотатарской общины в Сочи, 16 мая 2014 года

18 марта 2014 года был подписан договор о вхождении Республики Крым в состав Российской Федерации который юридически оформил российскую аннексию Крыма. Согласно договору, все жители Крыма признавались гражданами России, если не написали заявление о том, что хотят сохранить гражданство Украины. А принятый в России в марте 2014 года закон «О принятии Крыма в состав России» предусматривал на территории Крыма и в Севастополе ограничения для граждан России, которые имеют гражданство или вид на жительство другого государства, в том числе Украины, на замещение государственных и муниципальных должностей.
19 марта секретарь генсовета российской партии «Единая Россия» и вице-спикер Госдумы России Сергей Неверов заявил создании в Крыму партийных структур. 7 апреля в «Единую Россию» вступил спикер парламента Владимир Константинов, в 2010—1014 годах руководивший крымской организацией «Партии регионов», и вскоре он возглавил крымское отделение партии. Тогда же в апреле вступил «Единую Россию» и Руслан Бальбек.
16 мая 2014 года Руслан Бальбек участвовал во встрече президента России Владимира Путина с представителями крымскотатарской общины, которая была организована в Сочи, формально по случаю 70-летия со дня депортации крымскотатарского народа из Крыма. На встречу не были приглашены ни Мустафа Джемилев, ни глава меджлиса Крыма Рефат Чубаров.

### В Совете министров Крыма
28 мая 2014 года Госсовет Крыма в рамках очистки Госсовета от представителей Меджлиса крымскотатарского народа снял с должности вице-премьера Ленура Ислямова, назначенного в апреле 2014 года, с формулировками «за бездействие в вопросах обустройства репатриантов» и «проведение деструктивной политики Меджлиса». Одновременно с этим и. о. главы Крыма, премьер-министр Сергей Аксёнов предложил Госсовету назначить на должность вице-премьера Руслана Бальбека, возглавляющего оппозиционную Меджлису общественную организацию «Поколение Крым». Смену вице-премьера поддержали 76 из 78 депутатов Госсовета, участвовавших в заседании..
С 2014 года — член регионального штаба Общероссийского народного фронта в Республике Крым.
В 2014—2016 годах — заместитель председателя Совет министров Республики Крым.
В начале 2016 года в «Единой России» решили провести праймериз — предварительный отбор кандидатов на выборы в Государственную думу 7 созыва, запланированные на 18 сентября. Руслан Бальбек выдвинулся кандидатом на предварительном голосовании в Крыму. По итогам состоявшегося 22 мая голосования он получил значительное число голосов и занял второе место после Михаила Шеремета. В июне выборы в Государственную думу по смешанной системе были назначены. Бальбек был включён в партийный список «Единой России», утверждённый на съезде 26—27 июня. В федеральном списке шёл в региональной группе «Республика Крым, город Севастополь» из 7 кандидатов, был третьим после Сергея Аксёнова и Михаила Шеремета. Следом шли прокурор Крыма Наталья Поклонская, Антон Шкаплеров, Олег Лебедев, Сергей Лисейцев.

### Депутат Госдумы 7 созыва (2016-2021)

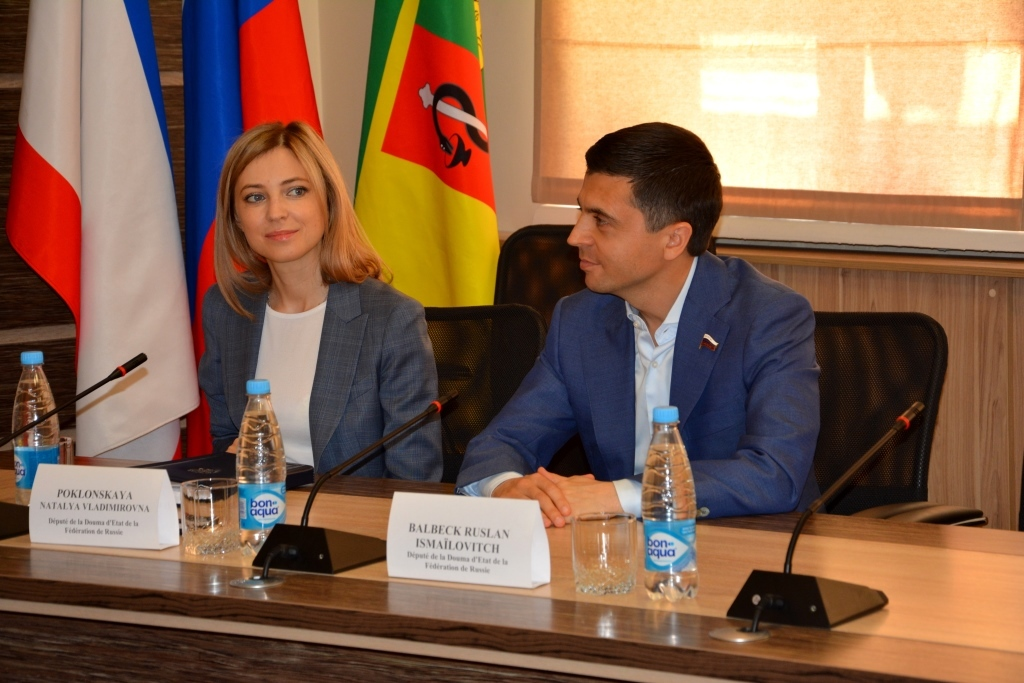
Депутаты Госдумы Наталья Поклонская и Руслан Бальбек на подписании международного соглашения, 14 мая 2018 года

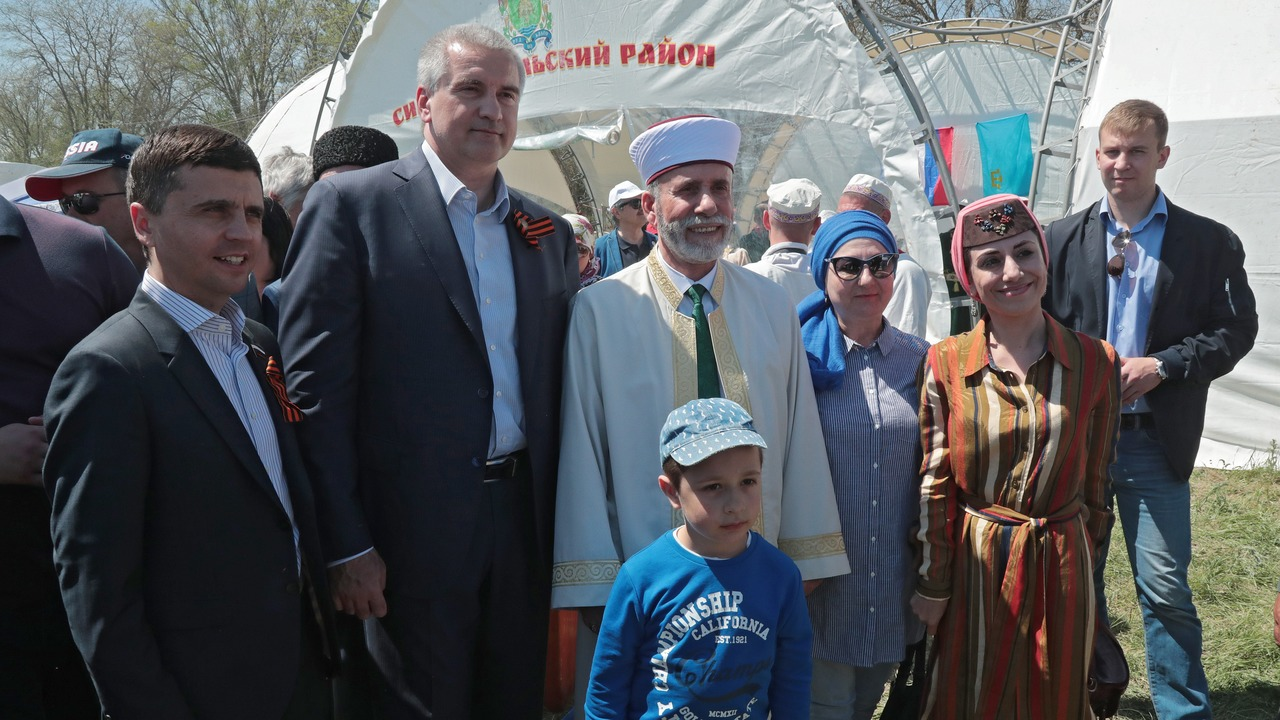
Руслан Бальбек и Сергей Аксёнов на праздновании Хедерлеза, май 2019 года

На состоявшихся 18 сентября 2016 года выборах «Единая Россия» по единому округу получила 54,20 % голосов, что было пересчитано в 140 мандатов. При этом в Севастополе партия получила 53.78%, а в округах Республики Крым 68-75%. Региональная группа «Республика Крым, город Севастополь» получила 3 мандата и по результатам из распределения Бальбек стал депутатом Государственной думы VII созыва.
Получив депутатский мандат Бальбек покинул должность вице-премьера Республики Крым в правительстве Аксёнова..
После выборов в Госдуму сообщалось, что в 2016 году прокуратура Украины открыла уголовные дела о госизмене в отношении граждан, избранных депутатами Госдумы от жителей Крыма, поскольку Украина считает Крым аннексированным. Бальбек назвал обвинение «нонсенсом», отметив, что не давал присяги «на верность майданному правительству».
В Госдуме вошёл в состав комитета по делам национальностей, получив должность заместителя председателя комитета (председатель Ильдар Гильмутдинов). 2 ноября 2016 года на заседании комитета по делам национальностей решили создать подкомитет по реализации государственной национальной политики в Крыму и Севастополе. Руслан Бальбек стал главой подкомитета по законодательному обеспечению реализации государственной национальной политики России в Крыму и Севастополе.
23 ноября 2016 года был внесён в санкционный список Канады.
16 мая 2017 года предложил ввести персональные санкции против Петра Порошенко.
В 2017 году окончил Российскую академию Народного хозяйства и государственной службы при Президенте РФ, государственное и муниципальное управление, программа «Безопасность государственного управления и противодействие коррупции».
16 апреля 2018 года принял участие в Симферополе в акции против ударов по Сирии властями США, Великобритании, Франции.
14 июня 2018 года предложил укрепить границы России в связи созданием Украиной разнородной ударной группировки в регионе Азовского моря.
В 2019 году защитил диссертацию в РАНХиГС на тему "Технологии обеспечения политической стабильности в условиях внешних дестабилизирующих влияний (на примере Республики Крым). Присвоена ученая степень кандидата политических наук по специальности 23.00.02 — политические институты, процессы и технологии.
В 2017—2018 годах куратор многочисленных проектов в Крыму, инспектирует строительство Соборной мечети, контролирует противоаварийно-реставрационные работы в Большой Ханской мечети.

Внёс в Госдуму законопроект, упрощающий предоставление реабилитированным социальной защиты и выплату компенсаций. Как отмечается в пояснительной записке к документу, меры социальной защиты, выплата компенсаций, восстановление в правах возможны только после получения справок о реабилитации. Однако у граждан, подлежащих реабилитации, при получении справок возникают трудности, связанные с задержкой предоставления в МВД России необходимых документов из МВД Узбекистана.

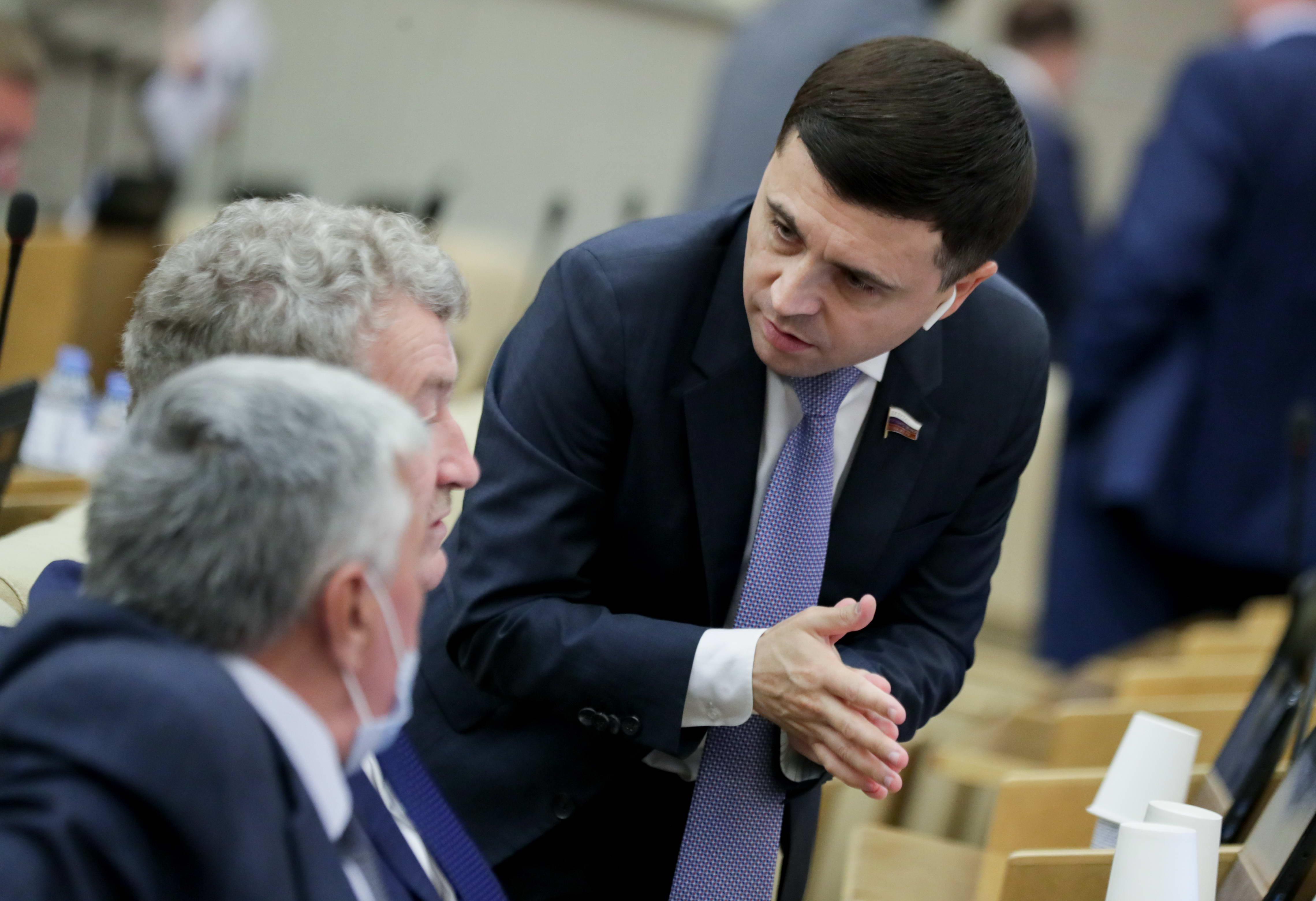
На пленарном заседании в Государственной Думе, 2021 год

Бальбек также уделяет своё внимание вопросам по улучшению жилищных условий, получения льготных квартир, возможности переселения из аварийных домов, соавтор некоторых ключевых законопроектов, изменений в Уголовный Кодекс РФ.
22 ноября 2018 года Бальбек выступил дискуссионном форуме ООН в Швейцарии по вопросам прав человека, демократии и Верховенства права.
18 декабря 2018 года награжден почетной грамотой Президента РФ, награду вручил первый заместитель главы Администрации Президента России, Герой России Сергей Кириенко.
18 июня 2019 года Бальбек заявил, что готовит законопроект, приравнивающий наказание за домогательства к изнасилованию. Депутат планирует в своем законопроекте квалифицировать действия подобного характера как преступление средней степени тяжести, предусматривающее наказание до шести лет лишения свободы в зависимости от наступивших последствий, особое внимание уделено проявлению харассмента в отношении несовершеннолетних.
13 октября 2019 года Бальбек принял участие в III Конференции спикеров парламентов Турции, Ирана, Пакистана, Афганистана, Китая и России по противодействию терроризму и укреплению регионального взаимодействия, встреча состоялась на территории Турецкой Республике.
С 2016 по 2019 год, в течение исполнения полномочий депутата Государственной Думы 7 созыва, выступил соавтором 19 законодательных инициатив и поправок к проектам федеральных законов.

### Дальнейшая карьера и уголовное преследование
После окончания полномочий депутата Бальбека представляют в ряде СМИ как «крымский политолог».
В августе 2025 года объявлен в розыск по уголовной статье . По предварительным данным, экс-депутат скрывается от следствия в Турции.

## Общественная деятельность
В 2011 году возглавлял общественную организацию «Поколение Крым».
Глава попечительского совета крымского футбольного клуба «Кызылташ».
Председатель попечительского совета Крымского инженерно-педагогического университета (КИПУ).

## Доходы
Согласно официальным данным, опубликованным на сайте Государственной думы РФ, за 2016 год Бальбек заработал 2379149.34 рублей, также имеет земельный участок в безвозмездном пользовании 800,00 м2, жилой дом 120,00 м2, квартиру 100,00 м2, а по 2017 год 4593799,67 рублей, за 2018 год доход Бальбека составил 4811501,32 рублей, также он имеет земельный участок в безвозмездном пользовании 800,00 м2, жилой дом 120,00 м2, квартиру 100,00 м2.

## Личная жизнь
Женат, есть дочь.

## Награды
- Благодарность Президента РФ (28 августа 2018 года, Москва) — «За активное участие общественно-политической жизни российского общества».
- Благодарность Президента РФ (8 декабря 2018 года, Москва) — «За большой вклад в укрепление российской государственности, развитие парламентаризма и активную законотворческую деятельсность».
- Благодарственное письмо Президента РФ (7 мая 2018 года, Москва) — «За активное участие в работе по подготовке и проведению выборов Президента Российской Федерации».
- Почетная грамота Полномочного Представителя Президента РФ в Крымском федеральном округе (16 марта 2015 года, Симферополь, Крым)— «За достигнутые успехи, высокий профессионализм и большой вклад в воссоединение Крыма с Россией, а также в связи с годовщиной принятия Республики Крым и города Севастополя в состав Российской Федерации».
- Благодарственное письмо Полномочного Представителя Президента РФ в Крымском федеральном округе (2016 год, Симферополь, Крым)— «За безупречную и эффективную государственную службу, большой личный вклад в развитие и становление Крымского федерального округа».
- Благодарность Комитета ГД по делам национальностей ФС РФ (2019 год, Москва) — «За особые заслуги и значительный вклад в сохранение и укрепление межнационального мира и согласия в Российской Федерации».
- Почетная грамота Совета министров Республики Крым (16 марта 2015 года, Симферополь, Крым) — «За многолетний добросовестный труд, высокий профессионализм и в связи с Днем воссоединения Крыма с Россией».
- Памятный знак «МПА СНГ. 25 лет» (13 октября 2017 года) — за содействие в деятельности Межпарламентской Ассамблеи и её органов[58][59]
- Медаль «За защиту Республики Крым» (2015 год, Республика Крым) — «За мужество и высокий патриотизм в защите конституционных прав и свобод жителей Крыма, в том числе в период воссоединения Крыма с Россией и проведения общекрымского референдума»[60].
- Почётная грамота Совета Межпарламентской Ассамблеи государств — участников Содружества Независимых Государств (27 ноября 2020 года, Межпарламентская ассамблея СНГ) — за активное участие в деятельности межпарламентской Ассамблеи и её органов, вклад в укрепление дружбы между народами государств — участников Содружества Независимых Государств[61].